# William Kitchen Parker
William Kitchen Parker FRS (Peterborough, 23 de junho de 1823 — 3 de julho de 1890) foi um médico, zoólogo e anatomista comparativo inglês.
Foi professor de anatomia e fisiologia do Colégio de Cirurgiões da Inglaterra.